# كريستينا جوليان
كريستينا جوليان هي لاعبة كرة قدم كندية، ولدت في 6 مايو 1988 في كورنوال في كندا. شاركت مع منتخب كندا لكرة القدم للسيدات. أما مع النوادي، فقد لعبت مع WFC Rossiyanka ‏.

## وصلات خارجية
- كريستينا جوليان على موقع الاتحاد الدولي (مؤرشف)  (الإنجليزية)
- كريستينا جوليان على موقع الاتحاد الأوربي (الإنجليزية)
- كريستينا جوليان على موقع قاعدة بيانات كرة القدم.إي يو (الإنجليزية)
- كريستينا جوليان على موقع Soccerway.com (الإنجليزية)
- كريستينا جوليان على موقع EliteProspects.com (الإنجليزية)
- كريستينا جوليان على موقع أوليمبيديا (الإنجليزية)
- كريستينا جوليان على موقع اللجنة الأولمبية الكندية (الإنجليزية)